# Hillsdale (Carolina del Norte)
Hillsdale es un lugar designado por el censo del condado de Davie en el estado estadounidense de Carolina del Norte. La comunidad es a menudo considerada una parte de Avance o en Bermuda Run.